# Lucian Bute
Lucian Bute (* 28. Februar 1980 in Pechea, Kreis Galați) ist ein ehemaliger rumänischer Profiboxer und IBF-Weltmeister im Supermittelgewicht.

## Amateur
Lucian Bute begann seine Boxkarriere 1994 in Pechea. 1996 gewann er die Silbermedaille im Bantamgewicht bei den Kadetten-Europameisterschaften in Italien, war Teilnehmer der Junioren-Europameisterschaften 1997 in England und Bronzemedaillengewinner im Weltergewicht der Junioren-Weltmeisterschaften 1998 in Argentinien.
Bei den Weltmeisterschaften 1999 in den USA gewann er Bronze im Weltergewicht, nachdem er unter anderem Nurhan Süleymanoğlu und Mihály Kótai besiegt hatte. Bei den Europameisterschaften 2000 in Finnland schied er im Viertelfinale und bei den Weltmeisterschaften 2001 in Nordirland im Achtelfinale gegen Oʻtkirbek Haydarov aus.
Er startete auch bei den Europameisterschaften 2002 in Russland, wo er Gaidarbek Gaidarbekow und Nikola Sjekloća schlagen konnte, ehe er im Viertelfinale gegen Károly Balzsay unterlag. Im Viertelfinale der Weltmeisterschaften 2003 in Thailand verlor er gegen Gennadi Golowkin.
Darüber hinaus gewann Bute internationale Turniere in Dänemark, Deutschland, Griechenland, Italien, Kanada, Rumänien, Tschechien und der Türkei, darunter das Ahmet Cömert Tournament 1999 und 2002, die Spiele der Frankophonie 2001, sowie den Chemiepokal 2003. Zu seinen besiegten Gegnern zählten unter anderem Aleksy Kuziemski, Oleg Maschkin, Bülent Ulusoy und Ramadan Yasser.
Laut eigener Aussage bestritt er rund 300 Kämpfe, von denen er mehr als 270 gewann.

## Profikarriere
Lucian Bute wechselte 2003 in das Profilager und wurde vom kanadischen Promoter Interbox aus Montreal unter Vertrag genommen. Sein Manager wurde Chris Ganescu, sein Trainer Howard Grant. Bis Mitte 2007 gewann er jeden seiner 20 Kämpfe, davon 16 vorzeitig. Er besiegte dabei unter anderem Dingaan Thobela, Kabary Salem, Andre Thysse, Lolenga Mock und Sakio Bika.
Er konnte daraufhin am 19. Oktober 2007 in Montreal um den IBF-Weltmeistertitel im Supermittelgewicht boxen und siegte dabei durch TKO in der elften Runde gegen den kolumbianischen Titelträger Alejandro Berrio. Er wurde damit zum erst dritten rumänischen Profi-Weltmeister nach Mihai Leu (1997) und Leonard Doroftei (2002/2003). Anschließend verteidigte er den Titel, meist vorzeitig, gegen William Joppy, Librado Andrade (zweimal), Fulgencio Zúñiga, Edison Miranda, Jesse Brinkley, Brian Magee, Jean-Paul Mendy sowie Glen Johnson und stieg zeitweise zur Nummer 1 der Weltrangliste des Ring Magazine auf.
Am 26. Mai 2012 verlor er in Nottingham seine zehnte Titelverteidigung durch TKO in der fünften Runde gegen Carl Froch. Zwar besiegte er in seinem nächsten Kampf den ungeschlagenen Denis Gratschew und gewann den NABF-Titel, verlor jedoch im Januar 2014 nach Punkten gegen Jean Pascal. Am 28. Januar 2015 verlor er beim Kampf um die IBF-Weltmeisterschaft nach Punkten gegen James DeGale.
Beim Kampf um den WBC-Weltmeistertitel gegen Badou Jack am 30. April 2016 erreichte Bute ein Unentschieden, wurde jedoch nachträglich wegen der Einnahme der verbotenen Substanz Ostarine disqualifiziert. Am 24. Februar 2017 verlor er durch Knockout in der fünften Runde gegen Eleider Álvarez. Ohne bis dahin einen weiteren Kampf bestritten zu haben, erklärte er 2019 seinen Rücktritt.